# Émile Boitelle
Pour les articles homonymes, voir Boitelle (homonymie).
Émile Boitelle, né le 7 août 1898 à Nieppe et mort le 22 octobre 1951 à Thiant, est un gymnaste artistique français

## Biographie
Émile Boitelle remporte la médaille de bronze au concours général par équipes aux Jeux olympiques d'été de 1920 à Anvers. 